# NS320xx

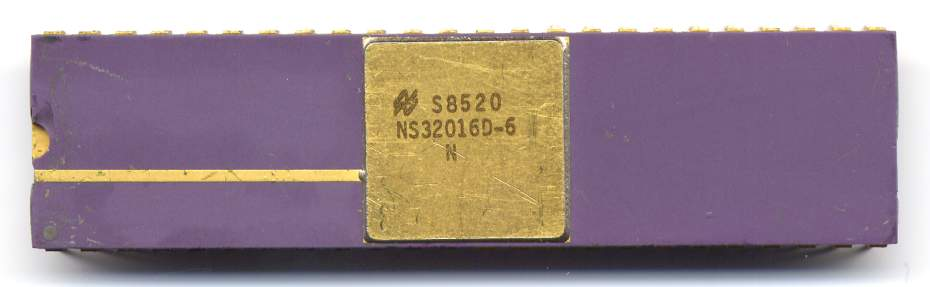
NS32016 マイクロプロセッサ

320xxまたはns32000はナショナル セミコンダクター (NS) のマイクロプロセッサシリーズである。320xxシリーズにはコプロセッサインターフェイスがあり、FPUやMMUといったコプロセッサを接続することができる。320xxシリーズは Swordfish CPUに受け継がれた。

## 始まり：32016と32032
このシリーズの最初のチップは16032である（後に32016と改称）。1970年代後半に完成したので、（少なくともナショナル セミコンダクターの言によれば）世界で最初の大量生産され販売された32ビットマイクロプロセッサと言えるかもしれない。このチップは16ビット外部データバスを持ち、24ビット外部アドレスバスを持ち、当初から完全な32ビット命令セットを持っていた。命令セットは非常に複雑ではあるが規則性があり、豊富なアドレッシングモードを持っていた。その設計思想はDECのVAXミニコンピュータの命令セットに近いものがある。
ナショナル セミコンダクターは関連するチップとして浮動小数点演算ユニット (FPU) やメモリ管理ユニット (MMU）、Direct Memory Access (DMA) コントローラなどを製造した。これらのフルセットにメモリと周辺装置を加えることで32ビットコンピュータシステムを作ることができ、それまでミニコンピュータや汎用コンピュータでしかできなかったマルチタスクOSを動作させることができた。
32032が直後にリリースされた。ほとんど完全な互換性があるが、32ビットデータバスを持っていて（アドレスバスは24ビットのまま）、若干の性能向上が見られた。これら32016と32032は信頼性に問題があると言われた。例えばCPU、FPU、MMU、DMACをセットにして動作確認した上でナショナル セミコンダクターから直接買えば、うまく動く可能性は高くなった。しかし、信頼性問題により320xxは一般化せず、ナショナル セミコンダクターはMC68000よりも低価格で売る破目に陥った。低価格化したことにより、32ビットシステムを安く作りたいホビーストがこれに集まったことは確かである。
32016の外部バスを8ビット化した低価格版の32008もある。考え方としてはMC68008と同じで、同様に人気はなかった。

## 32332、32532、Swordfish、その他
1980年代、後継のns32332とns32532が登場した。これらは互換性を維持しつつ信頼性と性能を向上させたものである。しかし、悪評はすでに定まっており、これらが市場を得ることはなかった。
1985年、ナショナル セミコンダクターがリリースしたns32332は32032の後継バージョンである。強化点としては、アドレッシング専用ハード（高速ALUとバレルシフタとアドレスレジスタ）の追加と命令プリフェッチ機構、バスプロトコルの強化、コプロセッサインターフェイスの強化、マイクロコードの強化などである。同時にns32382 MMU、ns32381 FPU、そして非常に珍しいWeitekのFPAとのインターフェイスのためのns32310がリリースされた。
1987年春、ナショナル セミコンダクターはns32532をリリースした。動作周波数は20、25、30MHzで、MMUを内蔵してメモリ性能を向上させている。対応する新しいFPUはなく、ns32381を使った。ns32532は"パブリックドメイン"のハードウェアプロジェクト PC532 で使われた（実際にMINIXやNetBSDの動作するマシンが作られた）。
Swordfishは実現しなかったns32732（ときにns32764）とも呼ばれるns32532の高性能後継プロセッサである。これは市場にリリースされることはなかったが、派生物は1990年ごろ組み込みシステム向けにリリースされた（従来のns32000シリーズと共に低価格な製品としてNS32GX32、NS32FV16、NS32FX161、NS32FX164という名前でリリースされた）。これらのプロセッサはレーザープリンターやファクシミリでそれなりに成功を収めた。

## NS32000シリーズの使用例
NS32000シリーズCPUを使用したマシンの実例である。
- Whitechapel MG-1 - NS32016
- Whitechapel MG200 - NS32332
- Opus - NS16032 PC アドオンボード
- シークエント Balance - NS32016, NS32032 & NS32332 マルチプロセッサ
- Heurikon VME532 - NS32532 VME カード
- PC532 - NS32532
- National Semi ICM-3216 - NS32016
- National Semi ICM-332-1 - NS32332 w/ NS32016 I/O プロセッサ
- National Semi SYS32/20 - NS32016 PC アドオンボード w/ Unix
- アンコール Multimax - NS32332 & NS32532 マルチプロセッサ
- Trinity College Workstation - NS32332
- ETH Ceres Workstation - NS32532
- シーメンス PC-MX2 - NS32016
- CompuPro 32016 - NS32016 S-100カード
- Symmetrics S/375 - NS32016
- General Robotics Corp. Python - NS32032 & N32016 Q-Busカード

## 名前の似ているプロセッサ
全く関係のない320xxという名前のプロセッサとしてWestern Digitalの作ったものがある（WE32000)。また、テキサス・インスツルメンツの有名なDSPであるTMS320シリーズ（TMS32010など）もある。他にも色々な半導体企業が似たような名前を使っている。これはCPU設計者やマーケティング担当者が32ビットマイクロプロセッサに名前をつけるときに"32"という数字を入れたくなるためだろう。